# Marquesado de Montesa
El marquesado de Montesa fue concedido por Felipe V (1683-1746) a Fernando Vicent de Montesa y Gorráiz-Beaumont de Navarra, caballero de la Orden de Santiago, el 26 de abril de 1712.
Los marqueses de Montesa poseían el señorío de Mora, que les otorgaba el primer asiento perpetuo en Cortes de Navarra que consta en la protonotaría de Navarra. Dicho señorío, estudiado por el conde de Rodezno es considerado de la mayor antigüedad y nobleza en el Reino de Navarra y data su creación del año 1117 por Alfonso I el Batallador (1073-1134). La casa de Montesa desciende por el apellido Gorráiz-Beaumont y Navarra de la Casa Real de Navarra, en concreto del infante Luis de Navarra, 1.er conde de Beaumont le Roger (1341-1376).[cita requerida]

## Marqueses de Montesa

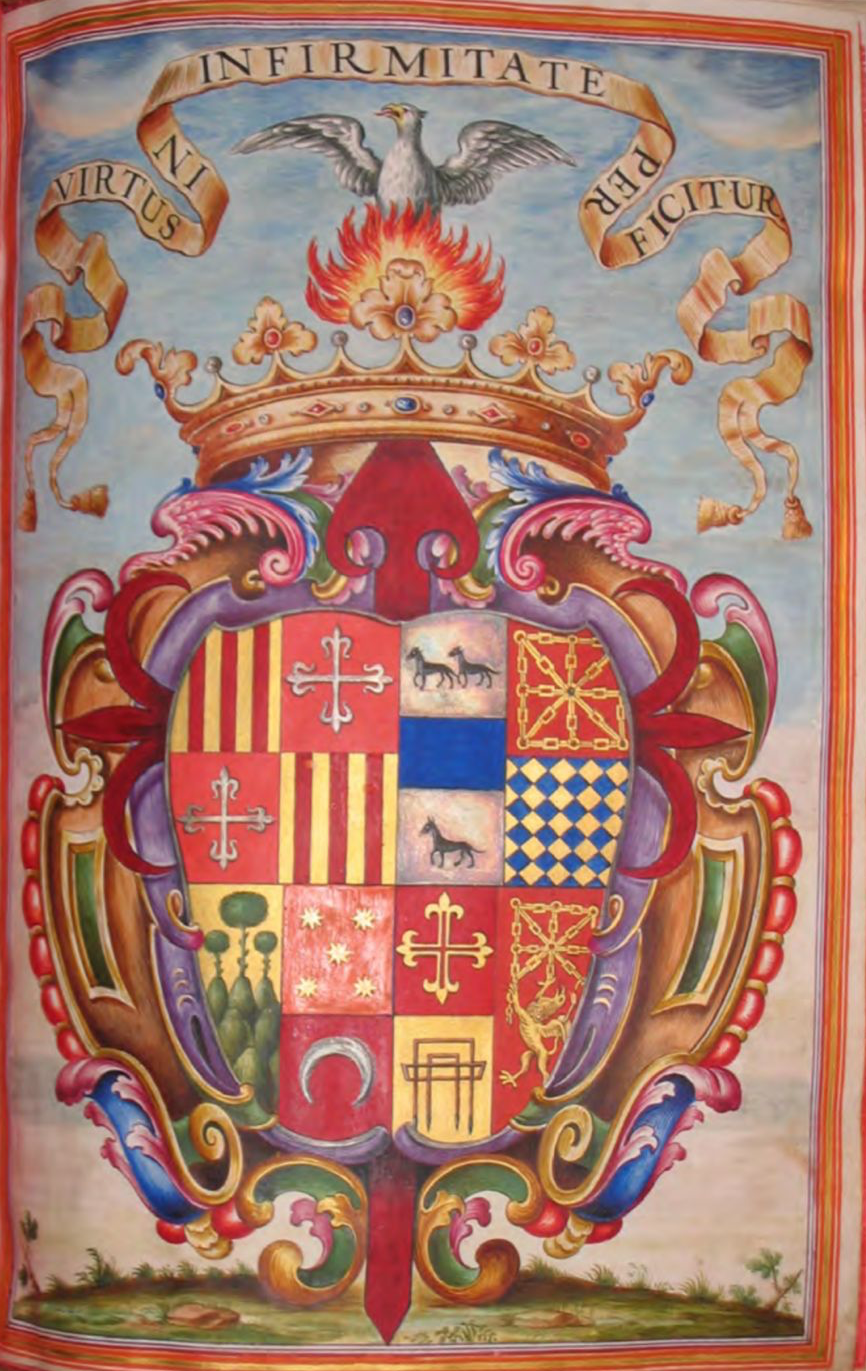
Escudo de armas recogido en la ilustración del real despacho de concesión del marquesado de Montesa (1712)

|                       | Titular | Periodo               |
| Creación por Felipe V | Creación por Felipe V | Creación por Felipe V |
| --------------------- | --- | --------------------- |
| I                     | Fernando Vicent de Montesa Gorráiz-Beaumont de Navarra, López de Caparroso y Yáñez, vizconde de Eza, caballero de la Orden de Santiago, Capitán de los Tercios de Navarra en la guerra de los nueve años (1689-1697).                                               | 1712-1762             |
| II                    | Jorge de Montesa de Gante, Gorráiz-Beaumont de Navarra y Sánchez de Samaniego, vizconde y señor de Eza, Maestrante de Valencia, Alcalde de Tudela. | 1762-1783             |
| III                   | Jorge de Montesa Eguía, de Gante y Ramírez de Arellano, vizconde de Eza, Maestrante de Ronda. | 1783-1825             |
| IV                    | Evaristo de San Clemente de Montesa, de Montesa y Eguía, vizconde de Eza, barón y señor de Mora, maestrante de Zaragoza, caballero de la Orden de Alcántara, Gentilhombre de Cámara de S.M, diputado (1834) y senador (1838).                                       | 1825-1850             |
| V                     | Luis de San Clemente de Montesa, de Montesa y Eguía, vizconde de Eza, señor de Mora, Caballero de la Orden de Alcántara, Coronel de las Reales Guardias, representó a los doce linajes en la Coronación de Isabel II. Diputado por Soria en 1834 y senador en 1853. | 1850-1859             |
| VI                    | Román Marichalar San Clemente, diputado por Navarra en 1834 y 1851. | 1859-1860             |
| VII                   | Amalio Marichalar San Clemente, vizconde de Eza, diputado por Ávila en 1858 y Navarra en 1864 y senador en 1876. | 1860-1877             |
| VIII                  | Pedro Marichalar Monreal, diputado por Navarra en 1899 y 1901. | 1877-1928             |
| IX                    | Antonio Marichalar, Rodríguez, de Monreal y de Codes, miembro de la Real Academia de la Historia. | 1928-1973             |
| X                     | Luis Ignacio Marichalar de Silva, Bruguera y Azlor de Aragón, marqués de Ciria y Zafra, vizconde de Eza. | 1973-2006             |
| XI                    | Francisco Javier Marichalar y Vigier, caballero de Honor y Devoción de la Orden de Malta | 2007- actual titular  |

## Observaciones
El marquesado de Montesa fue concedido por Felipe V el 30 de julio de 1708 a  Gaspar Vicent de Montesa y López de Lerga, señor de Mora (señorío fundado en 1117 tras la reconquista de los desplobados de Mora en Navarra por Alfonso I el Batallador), con asiento en el brazo militar (de la nobleza) en Cortes de Navarra por tener su linaje llamamiento perpetuo a las mismas desde 1459, siendo éste de la nómina antigua y el primero que consta en la Pronotaría del Reino de Navarra. El señor de Mora tenía Palacio de Cabo de Armería en los lugares de Echano, Arazubi, San Román, Doñamaría y Pechas de Orinsin en Navarra. Al morir al tiempo que recibía el título, Felipe V mandó reexpedirlo en la cabeza de su hijo, Fernando Vicent de Montesa y Gorráiz-Beaumont el 26 de abril de 1712.
- Al morir Antonio Marichalar sin descendencia, el título pasa a los descendientes de su tío Luis Marichalar y Monreal (1872-1945), vizconde de Eza, ministro de Fomento y de la Guerra, director general de Agricultura, alcalde de Madrid, diputado ocho legislaturas por Soria y senador durante el reinado de Alfonso XIII. Al haber fallecido Francisco Javier de Marichalar y Bruguera, marqués de Ciria, el título pasa a su hijo, Luis Ignacio Marichalar de Silva en 1973.